# امضبیانه (جیشان)
امضبیانه روستایی در ناحیه جیشان، استان ابین، یمن است. براساس سرشماری ۲۰۰۴، جمعیت این روستا ۸۰ تن بود و در سال ۲۰۱۴، جمعیت این روستا به ۱۰۷ تن رسید.